# Fair Lawn
Fair Lawn è un comune degli Stati Uniti d'America, situato nello stato del New Jersey, nella contea di Bergen.